# Горњи Концовчак
Горњи Концовчак (хрв. Gornji Koncovčak, мађ. Felsővéghegy) је насељено место у општини Свети Мартин на Мури, Међимурска жупанија, Хрватска.

## Историја
До територијалне реорганизације у Хрватској био је у саставу старе општине Чаковец.

## Становништво
У попису становништва из 2011. године, Горњи Концовчак је имао 95 становника.
| Број становника према пописима | Број становника према пописима | Број становника према пописима | Број становника према пописима | Број становника према пописима | Број становника према пописима | Број становника према пописима | Број становника према пописима | Број становника према пописима | Број становника према пописима | Број становника према пописима | Број становника према пописима | Број становника према пописима | Број становника према пописима | Број становника према пописима | Број становника према пописима |
| ------------------------------ | ------------------------------ | ------------------------------ | ------------------------------ | ------------------------------ | ------------------------------ | ------------------------------ | ------------------------------ | ------------------------------ | ------------------------------ | ------------------------------ | ------------------------------ | ------------------------------ | ------------------------------ | ------------------------------ | ------------------------------ |
| 1857                           | 1869                           | 1880                           | 1890                           | 1900                           | 1910                           | 1921                           | 1931                           | 1948                           | 1953                           | 1961                           | 1971                           | 1981                           | 1991                           | 2001                           | 2011                           |
| 140                            | 148                            | 0                              | 0                              | 216                            | 196                            | 216                            | 229                            | 293                            | 304                            | 241                            | 248                            | 160                            | 122                            | 114                            | 95                             |

Напомена: Године 1880. и 1890. подаци су садржани у насељу Гркавешчак.